# Beni Hamiden
Beni Hamiden est une commune de la wilaya de Constantine en Algérie.

## Géographie
La commune de Béni Hamidène est située au nord-ouest de Constantine. 

## Histoire
La commune de Beni Hamidane, fondée officiellement en 1869 et rattachée à Didouche Mourad en 1874, selon le chercheur Allaoua Amara, la région tire son nom d'une famille originaire de Oued Deradj, installée sur un territoire de 300 hectares. Historiquement, la région présente une occupation ancienne, marquée par des tombes dolméniques datant de la préhistoire et des vestiges romains, dont des villages, forteresses et exploitations agricoles. Des pièces de monnaie numides découvertes sur place montrent un lien historique avec la ville de Constantine. Située à un carrefour stratégique, elle était traversée par des routes reliant Constantine à Jijel et Collo à Skikda.